# Aces High
Pour les articles homonymes, voir Aces High (homonymie).
Aces High est un jeu vidéo de combat aérien développé et édité par HiTech Creations, sorti en 2000 sur Windows.
Le jeu a connu deux mises jours, Aces High II et Aces High III.

## Système de jeu
Aces High est une simulation de combat aérien en 3D. Il s'agit d'un des pionniers du jeu de combat aérien en ligne.